# 太平楼

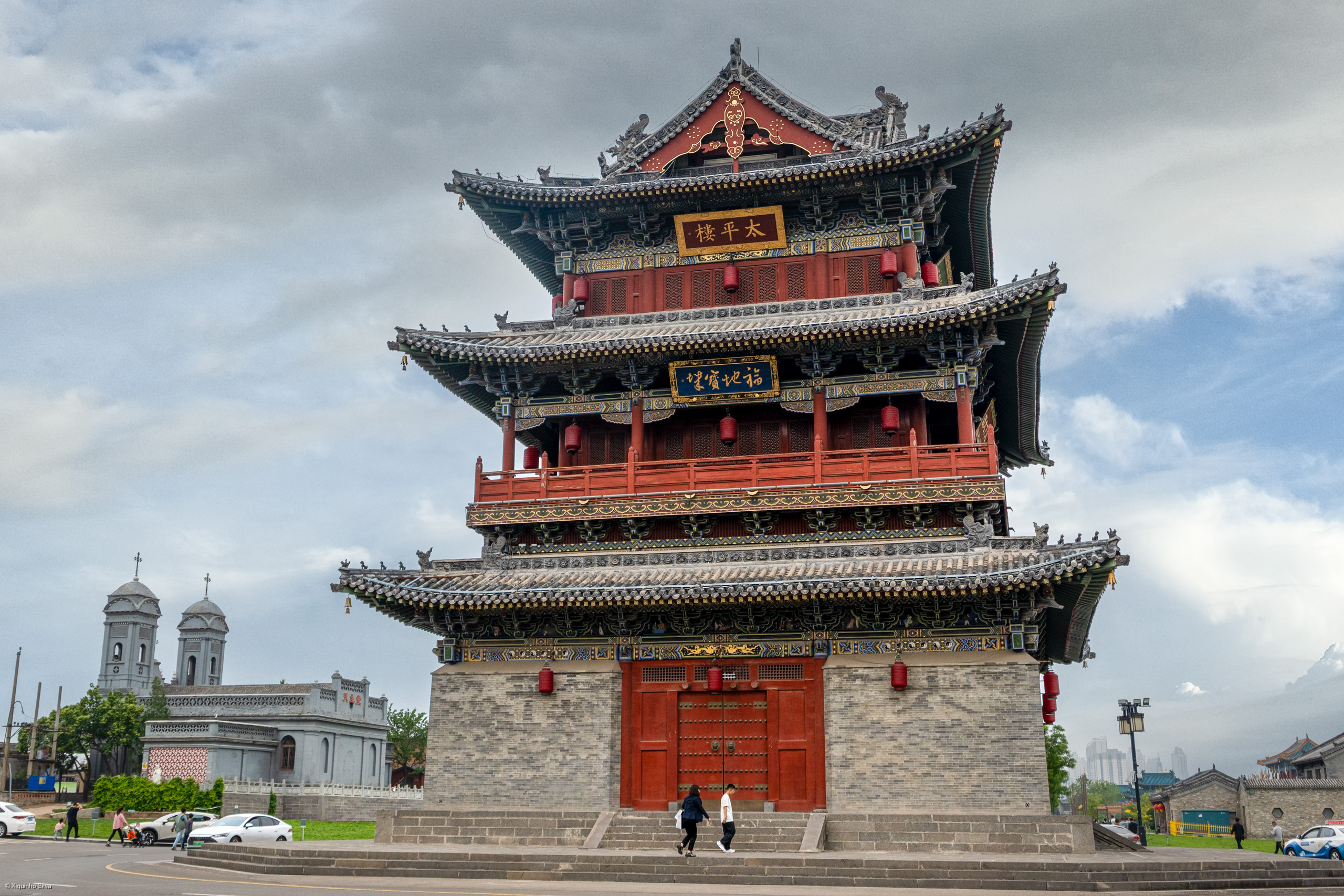
太平楼

太平楼位于山西省大同市平城区和阳街与太平街交会中心，法华寺西100米，临大同九龙壁，为古城东部的标志性建筑，与城南永泰街大同鼓楼、城西清远街大同钟楼及城北武定街大同魁星楼呼应。该楼建于明代，1930年代拆除，2017年重建。
大同太平楼始建于明洪武年间。康熙四十二年(1703年)、乾隆二十八年(1763年)、道光六年(1826年)重修。民国23年（1934年），大同镇守张汉杰以太平楼有碍交通、防碍战时出兵为借口，下令将其拆毁。
2015年秋，太平楼和清远街钟楼复建工程同步启动，由私人捐资复建，山西丹宇古建公司承建。平面方形、十字歇山顶、三层三檐。总高26.75米。11月底完成土建基础工程。2016年3月25日，两座名楼复建工程进入木作阶段，复建工程严格按原形制，选用南非进口的菠萝格，采用传统的榫卯工艺完成。2016年8月封顶，10月完成整体装修，2017年完成彩绘。